# Bocsár (település)

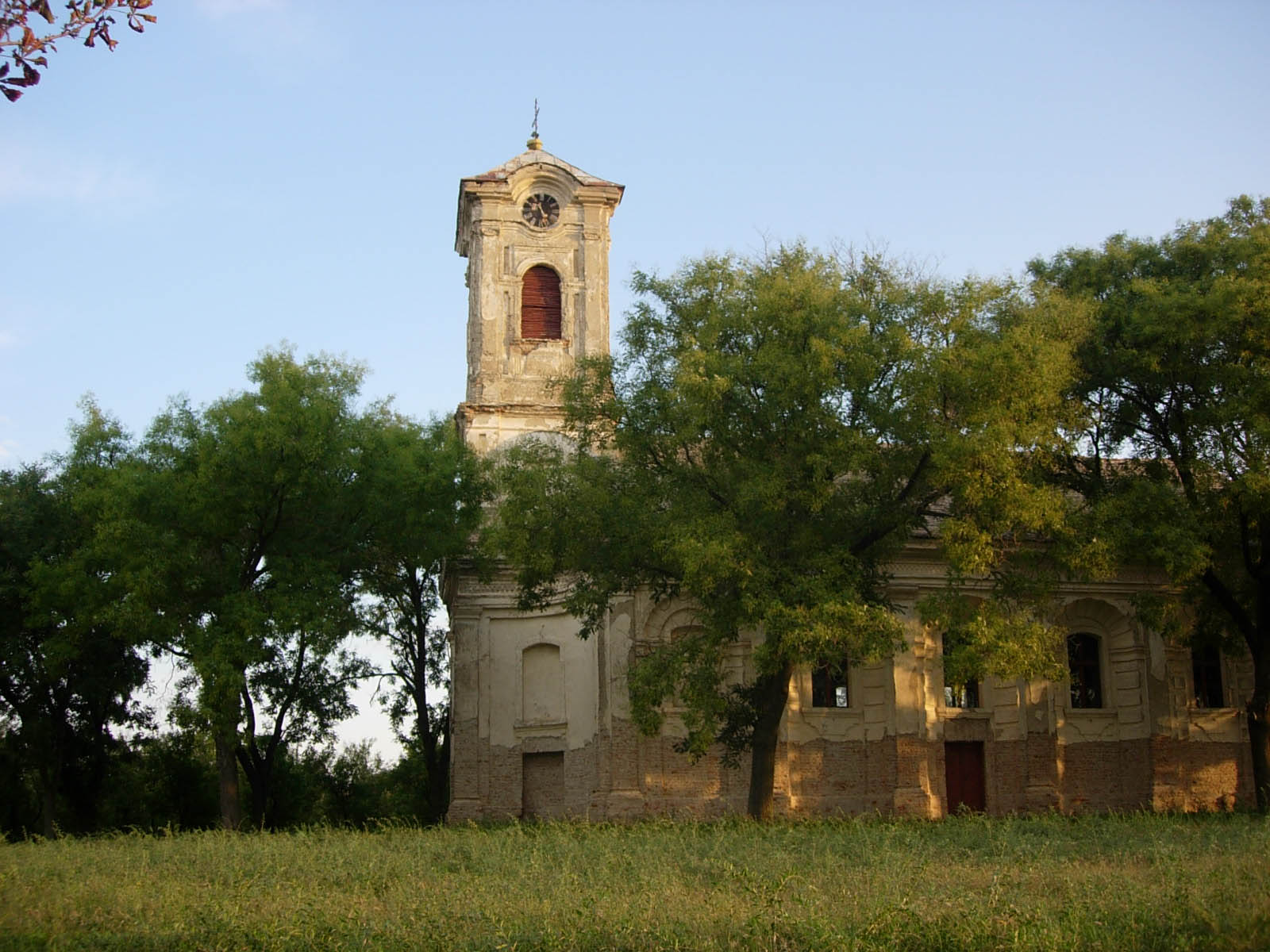
A görögkeleti templom

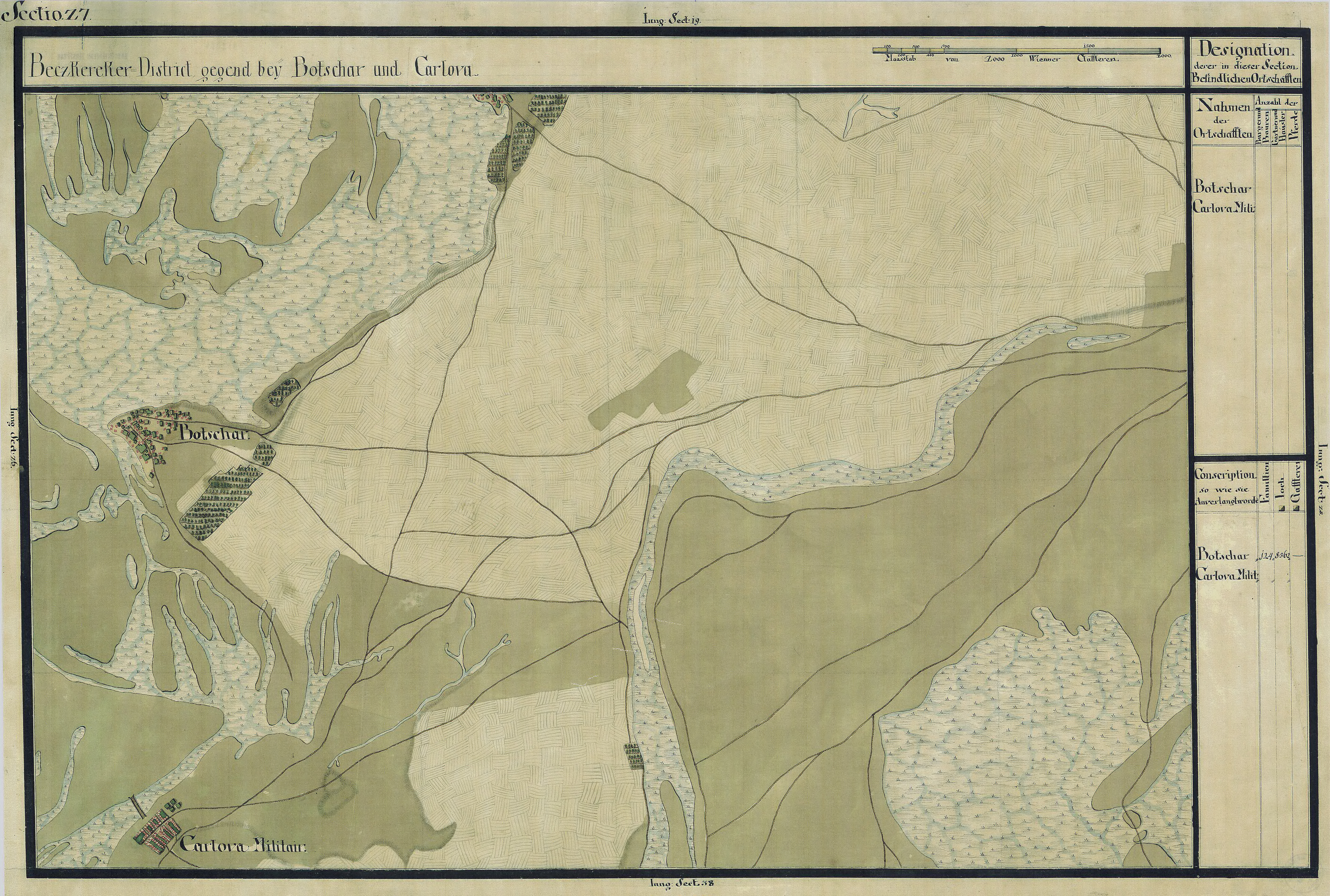
Bocsár egy régi térképen

Bocsár (szerbül Бочар / Bočar, németül Botschar) település Szerbiában, a Vajdaságban, a Közép-bánsági körzet törökbecsei községében.

## Fekvése
Nagykikindától délnyugatra, Beodra északi szomszédjában fekszik.

## Története

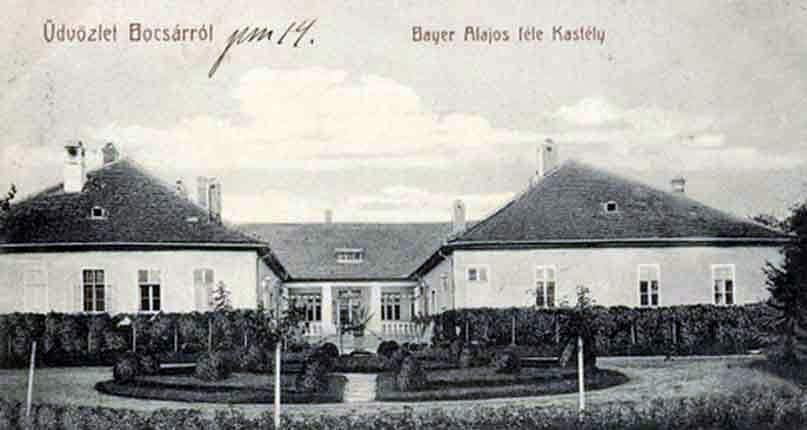
Bayer Alajos kastélya Bocsáron (1914)

Bocsár Árpád-kori település, melyet 1211-ben említettek először az oklevelek, mint a csanádi várnépek lakhelyét, melynek első ismert birtokosa egy Bocsár nevű várjobbágy volt.
1238-ban IV. Béla király a birtokot kivette a csanádi vár külső birtokai közül és Barc fia Miklós ispánnak, valamint a székesfehérvári János-lovagoknak adományozta.
1337–1360. között a Telegdy család szerezte meg a birtokot. A Telegdy család tagjai közül Telegdy János, a neki jutott részt Bocsárd nevű hű szolgájának adományozta, ő lett a Bocsári család megalapítója. A család később Bocsáron nemesi kúriát építtetett és fontos szerepet játszott a település életében.
A 15. század közepén Muronyi Kónya Demeter szerzett itt részbirtokokat, melyeket később özvegye, Posztós Agatha, a budai káptalannak adományozott.
Az 1564. körüli időktől egész török hódoltság alatt az elpusztult települések között említették, és még az 1723–1725-ös Mercy-féle térkép is pusztaként jelölte, majd 1779-ben már szerbektől lakott helységként volt említve.
1803-ban Hertelendy József, a Hertelendy család torontáli ágának megalapítója, vásárolta meg a kincstártól Bocsár falut és a hozzá tartozó ötszáz holdat 73329 forint 4 krajcárért.
1821-től Zsombolyáról és Nagybecskerekről érkezett németeket kezdtek itt letelepedni, akiknek lélekszáma idővel meghaladta a szerbekét is.
1839-ben Hertelendy József halála után, birtokait Ignác, Miksa és Károly nevű fiai három részre osztották. Hertelendy Ignácz főispán részét Kiszlinger József és Pacsu Demeter vették meg. Hertelendy Miksa és Károly 1880–1890. adta el birtokait. Később báró Baich Iván, Bayer Alajos, Kislapási Juhász Zsigmondné  Hertelendy Margit és gyermekei, özvegy Deutsch Adolfné, Bocsár község és Gaisin György testőrőrnagy lettek a település birtokosai.

## Népesség

### Demográfiai változások
| 1948 | 1953 | 1961 | 1971 | 1981 | 1991 | 2002 | 2011 |
| ---- | ---- | ---- | ---- | ---- | ---- | ---- | ---- |
| 2848 | 2735 | 2620 | 2328 | 2095 | 2007 | 1895 | 1488 |

## Nevezetességek
- Római katolikus temploma - 1842-ben épült Alexandriai Szent Katalin tiszteletére